# Battista Sforza
Battista Sforza (Pésaro, 1446-Palacio ducal de Gubbio; 6 o 7 de julio de 1472) fue duquesa de Urbino por su matrimonio con Federico da Montefeltro, el cual se casaba en segundas nupcias.

## Biografía
Battista fue la primera hija legítima de Alessandro Sforza, señor de Pesaro, y de Costanza da Varano (1428-1447), hija mayor de Piergentile Varano (f. 1433), señor de Camerino y Elisabetta Malatesta. En 1447, Costanza murió después de dar a luz a su segundo hijo, cuyo nombre fue Costanzo (f. 1483), cuando Battista tenía 18 meses de edad. Tras la muerte de su madre, Battista y Costanzo, junto con sus medio hermanas ilegítimas Ginevra (1440-1507) y Antonia (1445-1500), se mudaron a la corte de su tío paterno Francesco Sforza y su esposa Bianca Maria Visconti, donde fueron criados junto a sus primos.
Battista y su prima Ippolita Maria recibieron una educación humanista y la primera hablaba griego y latín con fluidez, dando su primer discurso en latín a la edad de cuatro años. Se decía que era muy hábil en la retórica latina e incluso pronunció una oración ante el Papa Pío II. El poeta Giovanni Santi describió a Battista como "una doncella dotada con cada gracia y virtud raras".
Su tío Francesco Sforza hizo los arreglos para su matrimonio con Federico da Montefeltro, duque de Urbino, veinticuatro años mayor que ella. La boda tuvo lugar el 8 de febrero de 1460, cuando Battista contaba solo catorce años, y después actuó como regente durante las ausencias de su esposo de Urbino. Su matrimonio fue feliz y fueron calificados por un contemporáneo, Baldi, como "dos almas en un cuerpo". Federico llamó a Battista "el deleite de mis horas públicas y privadas". Además, hablaba con ella sobre asuntos políticos y le acompañó a casi todos los eventos oficiales fuera de Urbino.
Continuando con la tradición de la educación humanista para mujeres de la familia Sforza, educó a sus hijas de manera similar a la educación que había recibido de su tía Bianca Maria. Del mismo modo, la nieta de Battista, Victoria Colonna, hija de Agnese, fue una poeta famosa.
Después de dar a luz seis hijas, Battista alumbró a su primer hijo y heredero, Guidobaldo de Montefeltro, el 24 de enero de 1472. Sin embargo, seis meses después del nacimiento de su hijo, Battista, que nunca se había recuperado completamente del embarazo y parto, cayó enferma, falleciendo a comienzos de julio de 1472. Siendo muy religiosa y terciaria franciscana, quiso ser enterrada en la fosa común de las monjas del convento de Santa Clara de Urbino, vestida solo con un sencillo hábito.
Su imagen quedó para la posteridad al formar parte del famoso retrato en díptico que realizó el pintor Piero della Francesca en torno a 1472. Se cree que el retrato de Federico estaba acabado para el año 1465, mientras que el de Battista Sforza tuvo que ser póstumo, habiéndose usado probablemente su máscara mortuoria para definir los rasgos de Battista y poder hacer el retrato.